# Drassodes similis
Drassodes similis es una especie de araña araneomorfa del género Drassodes, familia Gnaphosidae. La especie fue descrita científicamente por Nosek en 1905.
El prosoma de la hembra es de color amarillo-marrón y mide 3 milímetros de longitud. La especie se distribuye por Turquía.